# كين غريفيثز
كين غريفيثز (بالإنجليزية: Ken Griffiths)‏ (1 أبريل 1930 في المملكة المتحدة - 9 أغسطس 2008) هو لاعب كرة قدم بريطاني في مركز الهجوم. لعب مع بورت فايل وماكليسفيلد تاون وNantwich Town F.C. ‏ وستافورد رينجرز ونورثويتش فيكتوريا ونادي مانسفيلد تاون ونادي تلفورد يونايتد وGKN Sankey F.C. ‏.